# Brandy (pel·lícula)
Brandy (en italià Cavalca e uccidi) és una pel·lícula western espanyola de 1963 dirigida per José Luis Borau i Mario Caiano, amb música composta per Riz Ortolani i protagonitzada per Alex Nicol, Roberto Undari i Renzo Palmer. Està basada en una història de J. Mallorquí, qui va crear el personatge d'El Coyote. Va ser la pel·lícula de debut de Mario Caiano.

## Sinopsi
A Losatumba (Arizona) un grup de malfactors aterra la població i els exigeix una assegurança de protecció. El xerif és assassinat en « legítima defensa » per Woody, que és el cap dels malfactors. Qui el substitueix? Brandy, el borratxo del poble, que està enamorat d'Eva, decideix lluitar contra els malfactors.

## Repartiment
- Alex Nicol - Brandy
- Maite Blasco - Eva
- Antonio Casas - Sheriff Clymer
- Jorge Rigaud - Beau
- Luis Induni - Tunnell
- Robert Hundar - Moody
- Renzo Palmer - Pastor Andrews
- Natalia Silva - Alice Garrido
- Giuseppe Addobbati - Judge Stauffer
- Pauline Baards - Mrs. Staffler
- Antonio Gradoli - Underhill
- José Canalejas - Chirlo
- Mark Johnson - Chico
- Miguel del Castillo - Neighbour
- Juan Lizárraga - Neighbour
- Giovanni Petti - Lewitt
- Héctor Quiroga - Murray
- Alfonso Rojas - Hamlin
- José Villasante - Rancher
- Víctor Bayo - Neighbour
- Alfonso de la Vega - Tendero
- Elena Santonja - Mrs. Murray
- Wilfredo Casado - Waiter at the saloon
- Rafael Hernández - Secretary
- Pedro Fenollar
- Manuel Ayuso - Major
- Frank Braña - Driver
- Antonio Orengo - Ciudadano
- Jorge del Moral
- Rafael Bejarano - Cowboy
- Antonio Zamora
- Vicente Cárdenas

## Premis
Medalles del Cercle d'Escriptors Cinematogràfics
| Any  | Categoria             | Pel·lícula      | Resultat  |
| ---- | --------------------- | --------------- | --------- |
| 1964 | Premi Antonio Barbero | José Luis Borau | Guanyador |